# Шерон Спрингс (Канзас)
Шерон Спрингс (енгл. Sharon Springs) град је у америчкој савезној држави Канзас.

## Демографија
По попису из 2010. године број становника је 748, што је 87 (-10,4%) становника мање него 2000. године.
| Група             | 2000.       | 2010.       |
| Белци             | 786 (94,1%) | 694 (92,8%) |
| Афроамериканци    | 2 (0,2%)    | 1 (0,1%)    |
| Азијати           | 0 (0,0%)    | 0 (0,0%)    |
| Хиспаноамериканци | 36 (4,3%)   | 43 (5,7%)   |
| Укупно            | 835         | 748         |